# Diócesis de Valence
La diócesis de Valence (en latín: Dioecesis Valentinensis y en francés: Diocèse de Valence) es una circunscripción eclesiástica de la Iglesia católica en Francia. Se trata de una diócesis latina, sufragánea de la arquidiócesis de Lyon. Desde el 5 de enero de 2024 su obispo es François Durand, quien lleva además los títulos de las diócesis de Die y de Saint-Paul-Trois-Châteaux (Diensis et Tricastrinensis).

## Territorio y organización

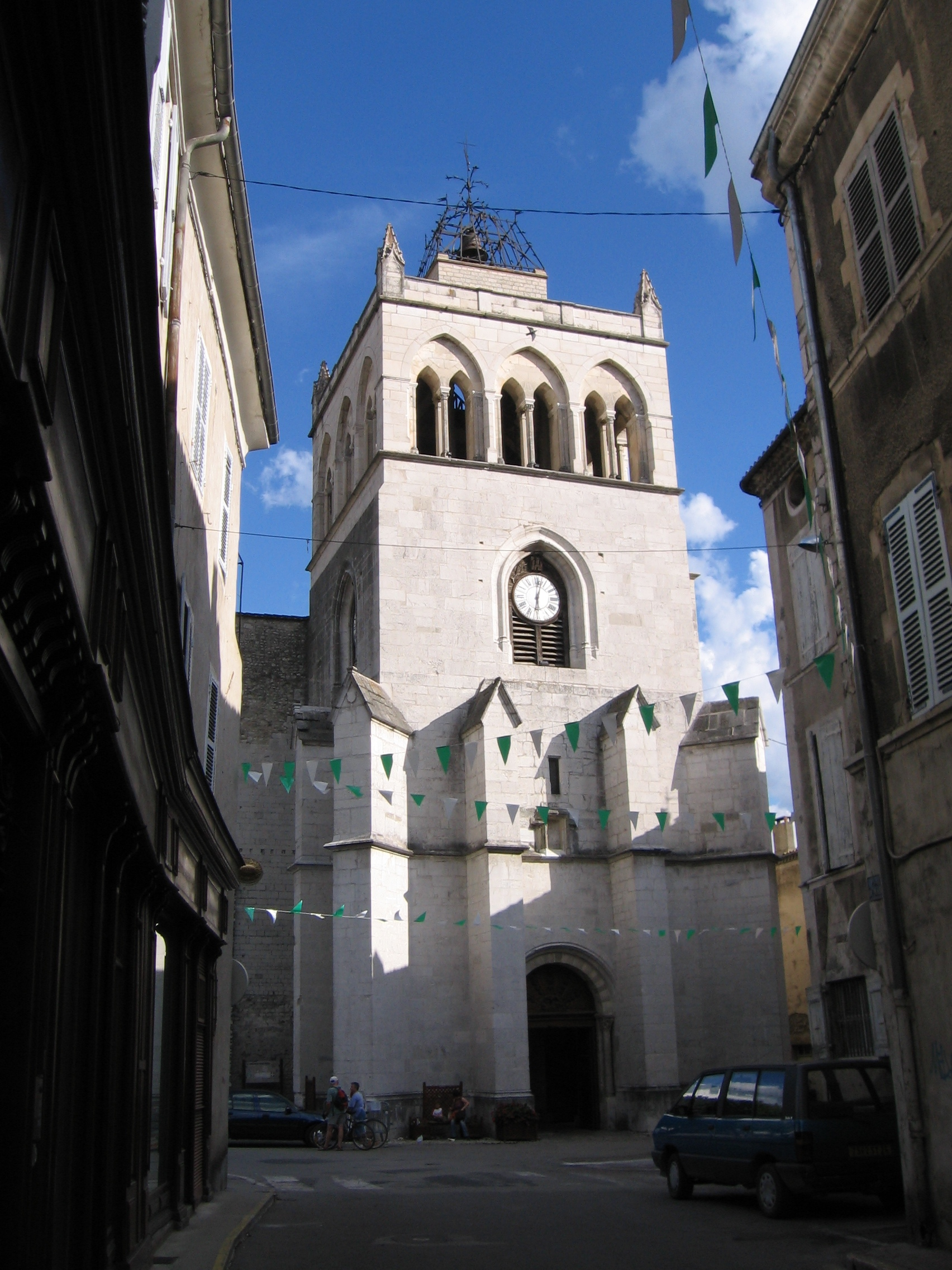
Excatedral de Nuestra Señora, en Die

La diócesis tiene 6530 km² y extiende su jurisdicción sobre los fieles católicos de rito latino residentes en el departamento de Drôme en la región de Auvernia-Ródano-Alpes.

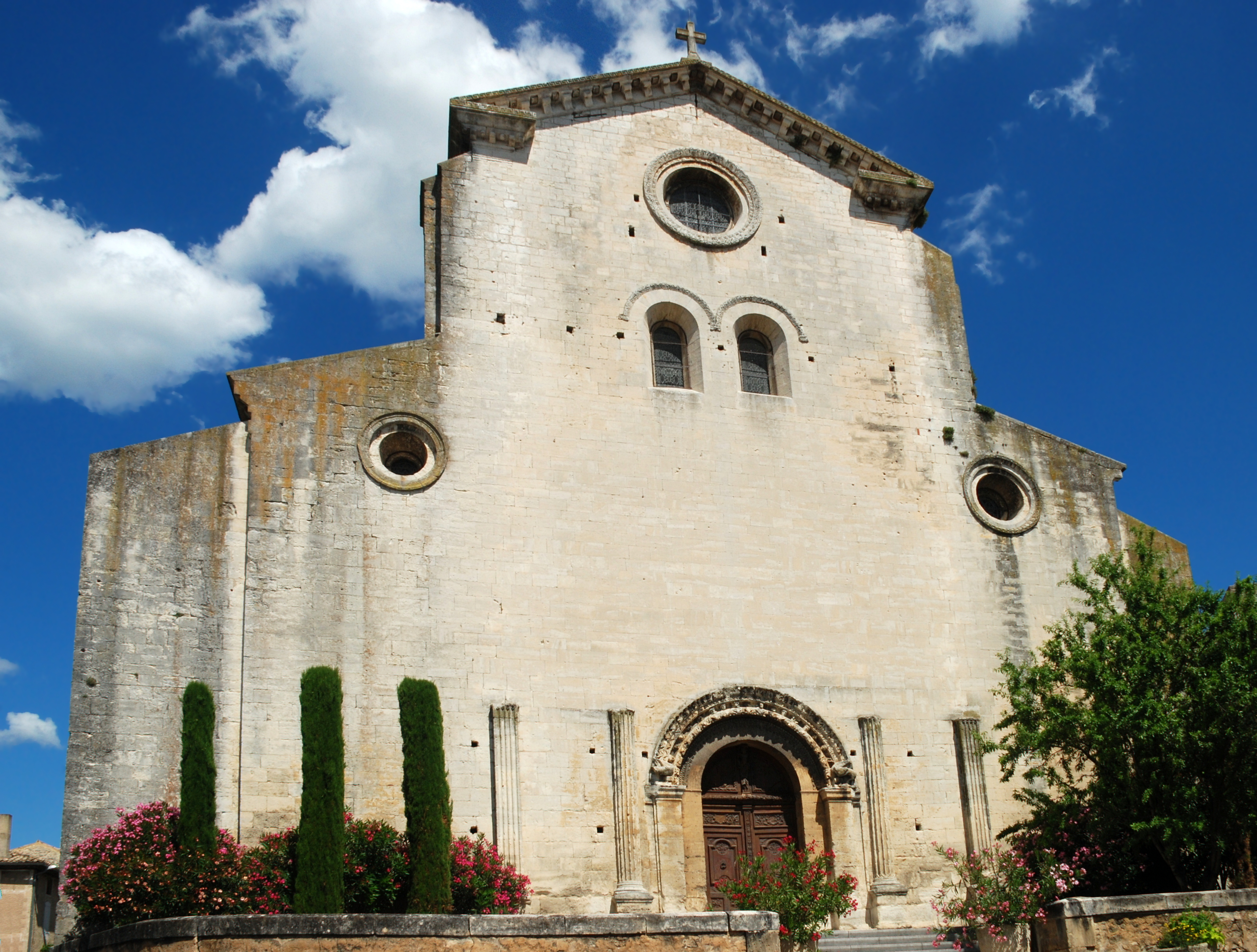
Excatedral de Nuestra Señora de la Asunción y San Pablo, en Saint-Paul-Trois-Châteaux

La sede de la diócesis se encuentra en la ciudad de Valence, en donde se halla la Catedral de San Apolinar. En Die se encuentra la excatedral de Nuestra Señora y en Saint-Paul-Trois-Châteaux se halla la excatedral de Nuestra Señora de la Asunción y San Pablo.
En 2022 en la diócesis existían 22 parroquias.

## Historia
La diócesis de Valence fue erigida en el siglo IV. Originalmente sufragánea de la arquidiócesis de Lyon, en 450 pasó a formar parte de la provincia eclesiástica de la arquidiócesis de Vienne. Una antigua tradición, atestiguada ya en la primera mitad del siglo VI, atribuye la evangelización de Valence a tres misioneros enviados desde Lyon en el siglo II, el sacerdote Félix y los diáconos Aquiles y Fortunato, los tres mártires.
El obispo más antiguo que atestigua la historia es san Emiliano; según la biografía de san Marcelino de Embrun, Emiliano, con el obispo Eusebio de Vercelli, consagró a Marcelino. El propio Emiliano es mencionado en un concilio de Valence en 374. Entre los obispos más importantes de la antigüedad se recuerda en particular a san Apolinar, hermano de Avito de Vienne, defensor de la fe católica contra el arrianismo dominante y uno de los artífices del Concilio de Epaon de 517, que reorganizó la Iglesia en el Reino de Borgoña.
En la Edad Media la diócesis vio florecer un buen número de monasterios, de los cuales el único que aún existe hoy es el de Aiguebelle, fundado en 1137.
También fue importante el Concilio de Valence del año 855, en el que se tomaron numerosas medidas de disciplina eclesiástica.
En tiempos del obispo Gontard (finales del siglo XI) se construyó la catedral, que fue consagrada el 5 de agosto de 1095 por el papa Urbano II, que se encontraba de camino a Clermont, donde en el concilio celebrado en esa ciudad, anunció la Primera cruzada. Destruida por los hugonotes en el siglo XVI, fue reconstruida tal y como estaba a partir de 1604.
En 1275 el papa Gregorio X deshizo la unión aeque principaliter de Valence con la diócesis de Die, que asumió el nombre de diócesis de Valence y Die. La unión fue disuelta en el consistorio secreto del 7 de julio de 1692.
La diócesis participó en la Reforma protestante, que pudo consolidarse gracias al Edicto de Nantes. La Contrarreforma católica se desarrolló con la introducción de nuevos institutos religiosos en el territorio y con la renovación del clero local, gracias también a la fundación del seminario en 1639 y al establecimiento de las llamadas conférences, correspondientes a sesiones de actualización ante litteram.
Tras el concordato de 1801 con la bula Qui Christi Domini del papa Pío VII del 29 de noviembre de 1801, la diócesis se amplió, incorporando buena parte de los territorios de las sedes suprimidas de Vienne, Saint-Paul-Trois-Châteaux, Die y Vaison, y, en menor medida, pequeñas porciones de las diócesis de Sisteron, Gap y Orange. Al mismo tiempo, la diócesis de Valence pasó a ser sufragánea de la arquidiócesis de Lyon.
El 6 de octubre de 1822 volvió a cambiar de provincia eclesiástica, entrando en la de la arquidiócesis de Aviñón en virtud de la bula Paternae charitatis del papa Pío VII.
Un decreto de la Sagrada Congregación Consistorial del 12 de junio de 1911 autorizó al obispo de Valence y a sus sucesores a añadir a sus títulos los de las sedes suprimidas de Die y Saint-Paul-Trois-Châteaux.
El 8 de diciembre de 2002 volvió a formar parte de la provincia eclesiástica de la arquidiócesis de Lyon.

## Estadísticas
Según el Anuario Pontificio 2023 la diócesis tenía a fines de 2022 un total de 298 000 fieles bautizados.
| Año                                                                             | Población            | Población | Población      | Sacerdotes | Sacerdotes    | Sacerdotes    | Bautizados por sacerdote | Diáconos permanentes | Religiosos | Religiosos | Parroquias |
| Año                                                                             | Bautizados católicos | Total     | % de católicos | Total      | Clero secular | Clero regular | Bautizados por sacerdote | Diáconos permanentes | Varones    | Mujeres    | Parroquias |
| ------------------------------------------------------------------------------- | -------------------- | --------- | -------------- | ---------- | ------------- | ------------- | ------------------------ | -------------------- | ---------- | ---------- | ---------- |
| 1950                                                                            | 250 842              | 268 233   | 93.5           | 499        | 409           | 90            | 502                      |                      | 175        | 877        | 246        |
| 1970                                                                            | 300 000              | 341 945   | 87.7           | 408        | 318           | 90            | 735                      |                      | 139        | 810        | 250        |
| 1980                                                                            | 315 000              | 367 000   | 85.8           | 342        | 258           | 84            | 921                      |                      | 162        | 585        | 250        |
| 1990                                                                            | 326 000              | 402 800   | 80.9           | 268        | 188           | 80            | 1216                     | 4                    | 160        | 465        | 244        |
| 1999                                                                            | 250 000              | 414 072   | 60.4           | 193        | 143           | 50            | 1295                     | 17                   | 72         | 180        | 173        |
| 2000                                                                            | 381 000              | 436 500   | 87.3           | 161        | 138           | 23            | 2366                     | 19                   | 63         | 207        | 135        |
| 2001                                                                            | 350 000              | 436 500   | 80.2           | 178        | 133           | 45            | 1966                     | 22                   | 85         | 207        | 126        |
| 2002                                                                            | 340 000              | 436 500   | 77.9           | 146        | 122           | 24            | 2328                     | 24                   | 100        | 214        | 23         |
| 2003                                                                            | 340 000              | 436 500   | 77.9           | 136        | 112           | 24            | 2500                     | 24                   | 100        | 214        | 23         |
| 2004                                                                            | 340 000              | 436 500   | 77.9           | 127        | 103           | 24            | 2677                     | 24                   | 122        | 243        | 23         |
| 2010                                                                            | 283 081              | 486 019   | 58.2           | 185        | 93            | 92            | 1530                     | 35                   | 163        | 206        | 22         |
| 2014                                                                            | 289 500              | 502 877   | 57.6           | 168        | 85            | 83            | 1723                     | 34                   | 145        | 164        | 22         |
| 2017                                                                            | 293 763              | 509 419   | 57.7           | 156        | 79            | 77            | 1883                     | 37                   | 140        | 146        | 22         |
| 2020                                                                            | 298 330              | 517 414   | 57.7           | 156        | 87            | 69            | 1912                     | 37                   | 131        | 138        | 22         |
| 2022                                                                            | 298 000              | 516 762   | 57.7           | 127        | 68            | 59            | 2346                     | 37                   | 125        | 119        | 22         |
| Fuente: Catholic-Hierarchy, que a su vez toma los datos del Anuario Pontificio. |                      |           |                |            |               |               |                          |                      |            |            |            |

## Episcopologio

### Obispos de Valence
- San Emiliano † (mencionado en 374)
- San Máximo † (mencionado en 419)
- Cariato † (mencionado en 442)
- San Apolinar † (antes de 499-circa 520 falleció)[nota 1]
- Gallo † (mencionado en 549)
- Máximo † (mencionado en 567)[nota 2]
- Rainoaldo † (antes de 581-después de 585)
- Elephas ? †
- Salvio I ? † (mencionado en 638 circa)[nota 3]
- Agilulfo o Ailulfo † (mencionado en 641)
- Ingildo † (mencionado en 650)
- Bobone †[nota 4]
- Bonito † (mencionado en 788)
- Salvio II ? †[nota 5]
- Luperoso (o Lupicino) † (mencionado en 804)
- Valdaldo † (mencionado entre 801 y 814)[nota 6]
- Adone † (antes de 835-después de 840?)
- Dunctrano †[nota 7]
- Ratberto † (antes de 859-después de 879)
- Isacco † (antes de 886-después de 899)
- Imerico o Aimerico †
- Regemario † (antes de 909-después de 924)
- Odilberto † (antes de 946/947-después de 949/950)
- Aimone † (antes de 960 circa-después de 980 circa)
- Guido † (antes de 990-después de 995)
- Lamberto † (antes de diciembre de 997-después de 1011)
- Guy † (antes de 1016-después de 1025)
- Ponce † (antes de 1031-después de 1056)
- Gontard † (antes de 1072-1082 nombrado arzobispo de Vienne)[nota 8]
- Gontard † (1084-después de 1095) (por segunda vez)
- Eustache † (antes de 1107-1141 expulsado)
- San Juan † (1141-1146)
- Bernard † (después de 1146-después de 1154)
- Odon de Crussol (de Chaponay) † (antes de 1156-después de 1185)
- Lantelme † (1186-de junio de 1188 falleció)
- Foulques de Dionay † (1188-enero circa 1200 falleció)
- Beato Humbert de Miribel † (1200-29 de abril de 1220 falleció)
- Géraud † (1220-10 de mayo de 1225 nombrado patriarca de Jerusalén)
- Guglielmo de Saboya † (9 de octubre de 1225-4 de junio de 1239 nombrado obispo de Lieja)
- Beato Bonifacio de Saboya † (1239-17 de septiembre de 1243 nombrado arzobispo de Canterbury)
- Felipe I de Saboya † (1243-1267 renunció)
- Bertrand † (1267-circa 1272 falleció)
- Guy de Montlaur † (6 de agosto de 1272-1274 falleció)[nota 9]

### Obispos de Valence y Die
- Amédée de Roussillon † (30 de septiembre de 1275-17 de septiembre de 1281 falleció)
- Jean de Genève, O.S.B. † (13 de febrero de 1283-1297 falleció)
- Guillaume de Roussillon † (1298-1331 falleció)
- Adhémar (Aymard) d'Anduze de La Voulte † (22 de abril de 1331-24 de enero de 1337 nombrado obispo de Viviers)
- Henri de Villars † (24 de enero de 1337-7 de octubre de 1342 nombrado arzobispo de Lyon)
- Pierre de Chastellux, O.S.B. † (11 de diciembre de 1342-1350? falleció)
- Jean Joffevry † (2 de marzo de 1352-5 de mayo de 1354 nombrado obispo de Luçon)
- Louis de Villars † (5 de mayo de 1354-3 de septiembre de 1377 falleció)
- Guillaume de la Voute † (1 de junio de 1379-4 de noviembre de 1383 nombrado arzobispo de Albi)
- Amedeo de Saluzzo † (4 de noviembre de 1383-15 de junio de 1388 renunció)
- Henri Bayler † (15 de junio de 1388-27 de mayo de 1390 nombrado obispo de Alet)
- Jean de Poitiers † (2 de septiembre de 1390-26 de junio de 1447 nombrado arzobispo de Vienne)
- Louis de Poitiers † (26 de julio de 1447-26 de abril de 1468 falleció)
- Gérard de Crussol † (13 de mayo de 1468-28 de agosto de 1472 falleció)
  - Pietro Riario † (25 de septiembre de 1472-3 de enero de 1474 falleció) (administrador apostólico)
- Antoine de Balzac † (9 de mayo de 1474-3 de noviembre de 1491 falleció)
- Jean d'Epinay † (16 de noviembre de 1491-3 de enero de 1503 falleció)
  - Francisco Lloris y de Borja † (enero de 1503-1505 renunció) (administrador apostólico)
  - Urbano de Miolans † (27 de enero de 1505-? renunció) (obispo electo)[nota 10]
- Gaspard de Tournon † (13 de febrero de 1505-1520 falleció)
  - Juan de Lorena † (26 de abril de 1521-1522 renunció) (administrador apostólico)
- François Guillaume de Castelnau-Clermont-Ludève † (11 de enero de 1523-10 de mayo de 1531 nombrado obispo de Agde)
- Antoine-Charles de Vesc † (10 de mayo de 1531-1536 renunció)[nota 11]
- Jacques de Tournon † (8 de abril de 1536-15 de agosto de 1553 falleció)
- Jean de Montluc † (30 de marzo de 1554-11 de diciembre de 1566 depuesto)
  - Sede vacante (1566-1574)
- Charles de Léberon † (17 de noviembre de 1574-1598 renunció)
- Pierre-André de Léberon † (17 de agosto de 1598-15 de septiembre de 1622 falleció)
- Charles-Jacques de Léberon † (22 de mayo de 1623-5 de junio de 1654 falleció)
- Daniel de Cosnac † (21 de abril de 1655-antes del 12 de octubre de 1693 renunció)[nota 12]

### Obispos de Valence
- Guillaume Bochart de Champigny † (12 de octubre de 1693-4 de julio de 1705 falleció)
- Jean de Catelan † (14 de diciembre de 1705-7 de enero de 1725 falleció)
- Alexandre Milon † (20 de febrero de 1726-18 de noviembre de 1771 falleció)
- François-Fiacre de Grave † (30 de marzo de 1772-6 de julio de 1788 falleció)
- Gabriel-Melchior de Messey † (15 de septiembre de 1788-17 de marzo de 1806 falleció)[nota 13]
- François Bécherel † (15 de julio de 1802-25 de junio de 1815 falleció)
  - Sede vacante (1815-1819)
- Marie-Joseph-Antoine-Laurent de la Rivoire de La Tourette † (23 de agosto de 1819-3 de abril de 1840 falleció)
- Pierre Chatrousse † (13 de julio de 1840-16 de mayo de 1857 falleció)
- Jean-Paul-François-Marie-Félix Lyonnet † (6 de agosto de 1857-27 de marzo de 1865 nombrado arzobispo de Albi)
- Nicolas-Edouard-François Gueullette † (27 de marzo de 1865-7 de enero de 1875 renunció)
- Charles-Pierre-François Cotton † (15 de marzo de 1875-25 de septiembre de 1905 falleció)
- Jean-Victor-Emile Chesnelong † (21 de febrero de 1906-12 de enero de 1912 nombrado arzobispo de Sens)
- Emmanuel-Marie-Joseph-Anthelme Martin de Gibergues † (7 de febrero de 1912-28 de diciembre de 1919 falleció)
- Désiré-Marie-Joseph-Antelne-Martin Paget † (22 de abril de 1920-11 de enero de 1932 falleció)
- Camille Pic † (16 de agosto de 1932-25 de noviembre de 1951 falleció)
- Joseph-Martin Urtasun † (10 de agosto de 1952-17 de septiembre de 1955 nombrado arzobispo coadjutor de Aviñón)
- Charles-Marie-Paul Vignancour † (18 de diciembre de 1957-6 de marzo de 1966 nombrado arzobispo coadjutor de Bourges)
- Jean-Barthélemy-Marie de Cambourg † (6 de marzo de 1966-1 de diciembre de 1977 renunció)
- Didier-Léon Marchand † (8 de septiembre de 1978-11 de diciembre de 2001 retirado)
- Jean-Christophe André Robert Lagleize (11 de diciembre de 2001-27 de septiembre de 2013 nombrado obispo de Metz)
- Pierre-Yves Michel (4 de abril de 2014-6 de abril de 2023 nombrado obispo de Nancy)
- François Durand, desde el 5 de enero de 2024